# AMC Networks International - UK

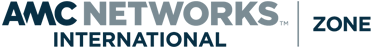
A vállalat logója.

Az AMC Networks International - UK (korábban: AMC Networks International - Zone, Chello Zone, Zone Vision, Zonemedia) egy televíziós társaság Londonban, amelyet 1991-ben alapított Chris Wronski és a tulajdonosa az AMC Networks International.

## Története
A cég eredetileg Kelet-Európában sugárzott, de ma már 125 országban van jelen. 7 csatornát működtet 22 nyelven.
Az angol nyelvű csatornákon főként amerikai és kanadai, továbbá BBC és ITV tartalmakat sugároz, míg a közép-európai csatornákon nagy mennyiségű brit műsor látható.
2009. szeptember 14-én kiderült, hogy a CBS és a Chellomedia egy közös vállalkozást alapított, így hat CBS csatorna indult el az Egyesült Királyságban. Az új csatornák a Zone Romantica-t, Zone Thriller-t, Zone Horror-t, a Zone Reality-t valamint a timeshift szolgáltatásokat, a Zone Horror+1-t és a Zone Reality+1-t. 2009. október 1-én a CBS Reality, CBS Reality+1, CBS Drama és a CBS Action váltotta a Zone Reality-t, Zone Reality+1-t, a Zone Romantica-t és a Zone Thriller-t 2009. november 16-án.
2010. április 5-én a Zone Horror-t felváltotta a Horror Channel, a CBS Chello Zone portfólió negyedik csatornája.
2014 január elejétől a Chellomedia tulajdonosa az AMC Networks lesz.
2014. július 8-tól az AMC Networks átnevezte a Chellomedia-t AMC Networks International-ra. A Chello Zone új neve: AMC Networks International - Zone.

## Csatornák
| Csatornanév            | Indulás | Kategória     |
| ---------------------- | --- | ------------- |
| AMC                    | 1984. október 1. | Film          |
| CBS Justice            | 2006. július 5. (Zone Thriller néven) 2009. november 16. (CBS Action néven) 2018. december 5. (CBS Justice néven)      | Akciófilm     |
| CBS Drama              | 1998 (Zone Romantica néven) 2012. december 3. (külföldön)                                                              | Drámák        |
| CBS Europa             | 1999. március 15. (Zone Europa néven) 2012. december 3. (Lengyelországban)                                             | Film          |
| CBS Reality            | 1999. november 30. (Zone Reality néven) 2012. december 3.                                                              | Realityk      |
| Extreme Sports Channel | 1999 | Sport         |
| Horror Channel         | 2004. május 3. (The Horror Channel néven) 2006. június 27. (Zone Horror néven) 2010. április 5. (Horror Channel néven) | Horrorfilmek  |
| JimJam                 | 2006. október 1. | Rajzfilmek    |
| Outdoor Channel        | 1994. április 1. | Horgászfilmek |

## Megszűnt csatornák
| Csatornanév        | Megjegyzés                               |
| ------------------ | ---------------------------------------- |
| MGM                | Az AMC váltotta                          |
| Zone Club          | A Megamax váltotta                       |
| Zone Europa        | 2009. május 1-én Magyarországon kivonult |
| Zone Fantasy       | Olaszországban megszűnt                  |
| Zone Horror        | A Horror Channel váltotta                |
| Zone Reality       | A CBS Reality váltotta                   |
| Zone Reality Extra | Egyesült Államokban megszűnt             |
| Zone Reality +1    | Megszűnt                                 |
| Zone Romantica     | A Filmcafé váltotta                      |
| Zone Thriller      | A CBS Justice váltotta                   |

## Fordítás
- Ez a szócikk részben vagy egészben  az   AMC Networks International Zone című angol Wikipédia-szócikk fordításán alapul.  Az eredeti cikk szerkesztőit annak laptörténete sorolja fel. Ez a jelzés csupán a megfogalmazás eredetét és a szerzői jogokat jelzi, nem szolgál a cikkben szereplő információk forrásmegjelöléseként.